# 安東家忠
安東 家忠（あんどう いえただ）は、戦国時代から安土桃山時代にかけての武将。戸次氏、立花氏の家臣。戸次、立花四天王の一人。道雪七家老の第四座。

## 出自
先祖の安藤秀幸（伊賀守）は源頼朝より恩賞として安藤氏から安東氏への改名を許可され、安東伊賀守と称し、建久7年（1196年）に大友能直に御供して下向する。その子の兵部丞が戸次重秀の所領に居住し、子孫は戸次氏の家臣となった。

## 生涯
はじめ、豊後国の戦国大名大友氏の家臣・戸次親家に仕える。
親家から重用され、家老を命じられ、親家の一字を拝領、親家の娘（立花道雪の姉）も娶った。また、親家の子・鑑連（後の道雪）からも重用され、笹丸内双雀の家紋と紀伊介の通称と盛高槍12本を拝領される。
天文23年（1554年）、大友宗麟の命を受け、鑑連に従い小野信幸と共に菊池義武の謀殺に参与し、感状も得た。
弘治3年（1557年）7月7日~28日の秋月文種討伐、永禄10年（1567年）7月7日に高橋鑑種討伐、永禄11年（1568年）7月4日に立花鑑載討伐、永禄12年（1569年）5月18日対毛利軍多々良浜の戦いなど、
戦場に赴くこと二十余回皆功あり、道雪から「武勇絶倫の猛将」と評された。また、家忠が剃髪すると道雪の「雪」の一字を賜る。

元亀元年（1570年）、鑑連が立花氏名跡を継いで立花山城に移ると、戸次氏家臣は藤北に残留する者と立花山城に移る者に分かれたが、家忠は立花山城移転に御供する。
子・連実は永禄10年（1567年）に戦死したため、家忠の隠居に伴い孫の連直が安東家の家督を相続するが、隠居後も家老の加判に名を連ねた。
『柳河藩享保八年藩士系図』の立花八次郎系譜によれば、天正9年（1581年）に高橋鎮種（後の高橋紹運）が子の立花宗茂を立花氏養子に出す際に立花氏家臣に出した覚に「安東紀伊入道」の名が見える。また、『柳河藩享保八年藩士系図』の堀善右衛門系譜に掲載される天正14年（1586年）の連署知行打渡状の家老の連署の中に「安東紀伊入道雪貢」の名が見える。しかし、この頃の立花家老としての安東家は、家督を継いだ若年の連直を家忠の三男・連忠が連直の後見人となって名代や輔佐役を勤め、書状などの署名を行っている。そのため、家忠はこの時点に既に死去したとみられている。